# Ambasada RP w Kopenhadze
Ambasada Rzeczypospolitej Polskiej w Kopenhadze (duń. Den Polske Ambassade) – polska misja dyplomatyczna w stolicy Danii. W rzeczywistości mieści się w podstołecznym Hellerup.

## Siedziba
Siedziba Ambasady mieści się w dwóch sąsiadujących ze sobą willach, położonych w dzielnicy Kopenhagi – Hellerup. Główny budynek zlokalizowany przy ulicy Richelieus Allé 12 pochodzi z 1918. Został zaprojektowany przez Einara Madviga i Gotfreda Tvede. Wzorowany jest na elementach pałacu Eremitagen. Od 1948 jego właścicielem jest Państwo Polskie. Mieściło się w nim wówczas Poselstwo, a od 1957 Ambasada.
Willa Wydziału Konsularnego położona przy ulicy Richelieus Allé 10 pochodzi z 1913. Od 1969 należy do Państwa Polskiego. Jej projektantem był Valdemar Birkmand.
W latach 1919–1940 siedziba posła mieściło się w pałacu Knuthske Palæ przy ulicy Frederiksgade 17 z 1871 (wcześniej pod tym adresem działało poselstwo Rosji). Kancelaria Poselstwa mieściła się przy ulicy Bredgade 52, nieopodal siedziby Posła.

## Struktura placówki
- Wydział Polityczno-Ekonomiczny
- Wydział Konsularny
- Referat ds. Administracyjno-Finansowych
- Ataszat Obrony

## Konsulaty honorowe RP w Danii
- Aarhus